# Минашвили, Акакий
Акакий (Ако) Минашвили (родился 24 сентября 1980 года) — грузинский политик, председатель комитета по иностранным делам парламента Грузии с декабря 2008 по 2012 год. До этого он был заместителем председателя комитета по правовым вопросам.
В 1999—2004 годах Минашвили был одним из лидеров студенческого движения, в частности, активным членом Независимого студенческого самоуправления Тбилисского государственного университета.
В 2003 году он стал соучредителем молодёжного движения «Кмара». Была основана компания Kmara, сыгравшая ведущую роль в революции роз в ноябре 2003 года.
09/2004 — 06/2006 Минашвили был исполнительным директором Института свободы.
12/2007 — 03/2008 — директор Департамента обороны, правопорядка Совета национальной безопасности Грузии.
12/2007 — 03/2008 — директор Департамента обороны, правопорядка Аппарата Совета национальной безопасности.
С 2008 по 2012 год Минашвили был депутатом парламента Грузии.
С 2012 по 2016 год Минашвили был депутатом парламента Грузии.
С 2020 года он является парламентом Грузии.